# Giovanni Battista Campodonico
Giovanni Battista Campodonico (Lavagna, 20 gennaio 1892 – Chiavari, 11 maggio 1958) è stato un organista, compositore e presbitero italiano.

## Biografia
Compì gli studi musicali (pianoforte, organo e composizione) sotto la guida dei maestri don Stefano Ferro e Simplicio Gualco.
Dal 1914 tenne il posto di organista e maestro di cappella nella cattedrale di Nostra Signora dell'Orto di Chiavari, dove fu promosso canonico nel marzo 1953.
Insegnò canto sacro e storia dell'arte nel seminario diocesano e fu presidente della commissione diocesana d'arte sacra. Compose numerose messe e un notevole numero di pezzi per organo o armonium, di facile esecuzione.
A cura della Fondazione del Teatro Carlo Felice, a lui è stato dedicato il Concerto di Pasqua tenutosi a Genova il 18 marzo 2008 nella Cattedrale di San Lorenzo.

## Elenco parziale delle composizioni
- Missa "Pueri Chorales"
- Missa "Mater Dei"
- Missa "Beata Mater"
- Missa "Virgo Gloriosa"
- Missa "Lauda Sion"
- Missa "In Natali gaudio"
- Missa "Flos Carmeli"
- Missa "Christus Rex"
- Missa "Hortus conclusus"
- Missa "Lauretana"
- Missa "Fili David"
- Missa "Invicto Martyri"
- Missa "Adveniat Regnum Tuum"
- Messa "In gaudio pacis" - op. 115
- Messa VII da requiem - op. 52

"Stabat Mater" 
- "Inno di Sant'Ubaldo" (composto per la festa patronale del rione Le Piagge in Pisa)
- O Jesu mi
- O Madonna dei bambini (canto particolarmente amato da Papa Pio XII) [senza fonte]
- O clemente pietosa Regina: inno di Nostra Signora dell'Orto, patrona di Chiavari e della diocesi
- "Inno a N.S. dei Miracoli", inno per la Patrona di Cicagna (GE)
- Splende in alto[4]: inno di Nostra Signora di Montallegro, patrona di Rapallo
- Sulla verde fiorita collina (1936): inno di Nostra Signora dell'Olivo (Chiavari, località di Bacezza)
- Mistica Lyra (11 pezzi per organo)
- 50 Versetti e Interludi per organo - op. 10
- Voci Gaudiose (8 pezzi facili per organo) - op. 42